# 김춘수
김춘수(金春洙, 1922년 11월 25일~2004년 11월 29일)는 대한민국의 시인이다. 본관은 광산이다. 21세기의 한국 시단을 이끈 시인중 한 명으로 평가받으며, 대한민국의 제11대 국회의원을 역임했다.

## 생애
1922년 경상남도 통영에서 태어났다. 1941년부터 1943년까지 니혼 대학교에서 공부를 했다. 이 때에 그는 일본 제국에게 대항해야 한다는 주장 때문에 퇴학당하고 교도소에 7달동안 수감되었다. 석방된 후 귀국한 김춘수는 고등학교와 중학교 교사로 일했다. 1946년에 시 <애가>를 발표하면서 공식적으로 시를 발표하기 시작했고, 1965년에 경북대학교 학부에 가입했다. 1978년에는 영남대학교 문학부 학장으로 지냈다.
광복 후 종래의 서정적인 바탕 위에 주지적인 시풍을 이루는 데 힘썼다. 1948년 대구에서 발행되던 동인지 <죽순(竹筍)>에 <온실(溫室)> 외 1편을 발표하여 문단에 데뷔했다. 이어 첫 번째 시집 <구름과 장미>를 발간하고 <산악(山嶽)> <사(蛇)> <기(旗)> <모나리자에게> <꽃> 등을 발표하여 시인으로서의 기반을 굳혔다. 그의 작품세계는 한마디로 사물(事物)의 사물성(事物性)을 집요하게 탐구하였다. 시에서의 언어의 특성을 다른 어떤 시인보다 날카롭게 응시하며 존재론적 세계를 이미지로 노래하였다. 시집으로 <구름과 장미> <늪> <기(旗)> <부다페스트에서의 소녀의 죽음> <타령조 기타> <처용(處容)> <남천> <비에 젖은 달> 등이 있으며 시론집도 다수 있다. 1958년 한국시인협회상, 1959년 아시아자유문학상을 수상했다.
민주정의당 소속으로 제11대 비례대표 국회의원을 역임했다. 이 시기를 두고 훗날 김춘수는 “한마디로 100% 타의에 의한 것이었다”면서 “처량한 몰골로 외톨이가 되어, 앉은 것도 선 것도 아닌 엉거주춤한 자세로 어쩔 줄 모르고 보낸 세월”이었다고 회고했다.
2004년 11월 29일, 향년 83세로 별세했다.

## 학력
- 경성제1고등보통학교 졸업
- 일본 니혼 대학교 예술학과 중퇴

### 명예 박사 학위
- 경북대학교 명예 문학박사

## 인간 관계
- 서양화가 전혁림과 절친한 관계였다.

## 역대 선거 결과
| 실시년도 | 선거  | 대수 | 직책     | 선거구 | 정당       | 득표수      | 득표율         | 순위        | 당락 | 비고 |
| -------- | ----- | ---- | -------- | ------ | ---------- | ----------- | -------------- | ----------- | ---- | ---- |
| 1981년   | 총선  | 11대 | 국회의원 | 전국구 | 민주정의당 | 5,776,624표 | \| \| 35.6% \| | 전국구 30번 |      | 초선 |
|          | 35.6% |      |          |        |            |             |                |             |      |      |

## 같이 보기
- 한국 문학
- 누란